# 我和我的祖国 (歌曲)
《我和我的祖国》是1985年由张藜作词、秦咏诚作曲的中华人民共和国爱国主义抒情歌曲。歌曲採用“下行”曲调、六八拍，歌词以第一人称手法，表达作者对祖国的热爱。
歌曲经著名歌唱家李谷一原唱，流传甚广。2019年，天后王菲為中华人民共和国建国70周年献礼電影《我和我的祖国》獻唱翻唱版本的主题曲。

## 创作背景
秦咏誠創作夥伴兼大連同鄉张藜非常欣賞秦咏誠的作品《海滨音诗》旋律，並希望秦咏诚將《海滨音诗》上行旋律再改編成一首下行旋律曲子。1984年，秦咏诚应张藜之邀，创作一首与其《海滨音诗》类似情调的旋律。秦仅用20分钟就完成了谱曲，而张藜的填词却一直到半年后的广西之行上、受到南方景色的启发而完成。李谷一在首次为这首歌录音时，曾将其中一句歌词“你用你那母亲的脉搏和我诉说”改作“你用你那母亲的温情和我诉说”，而词作者张藜则坚持原有版本，因此最后歌词出版的版本跟李谷一演唱的版本有所不同。

## 王菲的版本
2019年9月24日，王菲為中华人民共和国建国70周年献礼電影《我和我的祖国》獻唱主題曲《我和我的祖国》，獲得巨大反响。
王菲的版本受到中國大陸众多官方媒體的赞美，如《半月谈》《人民日报》《中国中央电视台》《共青團中央》《光明網》等。《半月谈》评价道：“爱国style就该多姿多彩！ 爱国歌曲的风格与形式可能会随着时代演进而变迁，但不变的是同样的爱国心与爱国情。只要走心，每个人都可以演绎自己的爱国style!” ；《中国中央电视台》评价道：“王菲倾情献唱《我和我的祖国》，像极了女儿对母亲的表白”；《人民日报》评价道：“王菲用其独特的音色与唱腔歌唱祖国每一座高山、每一条河流，配合电影唯美又有诗意的画面，展现对祖国美好山河和人民勤劳开拓的礼赞和眷恋”。
歌曲MV上线24小时内播放量突破4300万，单曲播放量迅速破亿；仅用时3天MV便登上QQ音乐MV巅峰榜历史总榜第五名；MV成为网易云音乐年度新上架播放量第二名，歌曲亦成为网易云音乐九月最热新歌第一名，年度新上架热度最高单曲第八名。
2021年，王菲再度为国庆献礼三部曲系列的终章《我和我的父辈》演唱主题推广曲《如愿》。

## 迴響及使用
2019年，中華人民共和國成立70周年之際，《我和我的祖国》在中華人民共和國各地紛紛传唱。华语天后王菲翻唱的版本為中华人民共和国建国70周年献礼片《我和我的祖国》同名主题曲。
此曲亦在2020年元旦前夕由中共中央总书记兼中国国家主席习近平发表的新年贺词中提到此现象。本歌曲曾先后入围中宣部推荐100首爱国歌曲及庆祝中华人民共和国成立70周年优秀歌曲100首。
2022年，為慶祝香港特別行政區成立二十五周年紀念，香港教育局邀請香港11間傳統名校之師生錄製《我和我的祖國》，以擴闊學生的音樂及文化視野，並加深對中華文化的認識，培養家國情懷和國民身份認同。參與學校包括：庇理羅士女子中學、拔萃男書院、拔萃女書院、協恩中學、英皇書院、喇沙書院、皇仁書院、嘉諾撒聖心書院、聖保羅書院、聖士提反女子中學、九龍華仁書院。
2022年8月6日，民視新聞網絡直播遭到駭客入侵，畫面突然變成「一點都不能少」的圖，兩旁的字不斷替換從「中國領土主權、不容外界干涉、K願以吾輩之心聲、捍衛盛事之中華、V民意不可違、玩火必自焚、0寄意寒星荃不察、我以我血薦軒轅」，背景音樂則是《我和我的祖國》。